# كارولين هيل
كارولين هيل (بالإنجليزية: Carolyn Hill)‏ هي لاعبة غولف أمريكية، ولدت في 1 فبراير 1959 في سانتا مونيكا في الولايات المتحدة.

## وصلات خارجية
- كارولين هيل على موقع رابطة لاعبات الغولف المحترفات (الإنجليزية)